# Confuciusornithidae
Los confuciusornítidos (Confuciusornithidae) son una familia de aves primitivas del Cretácico Inferior de China.

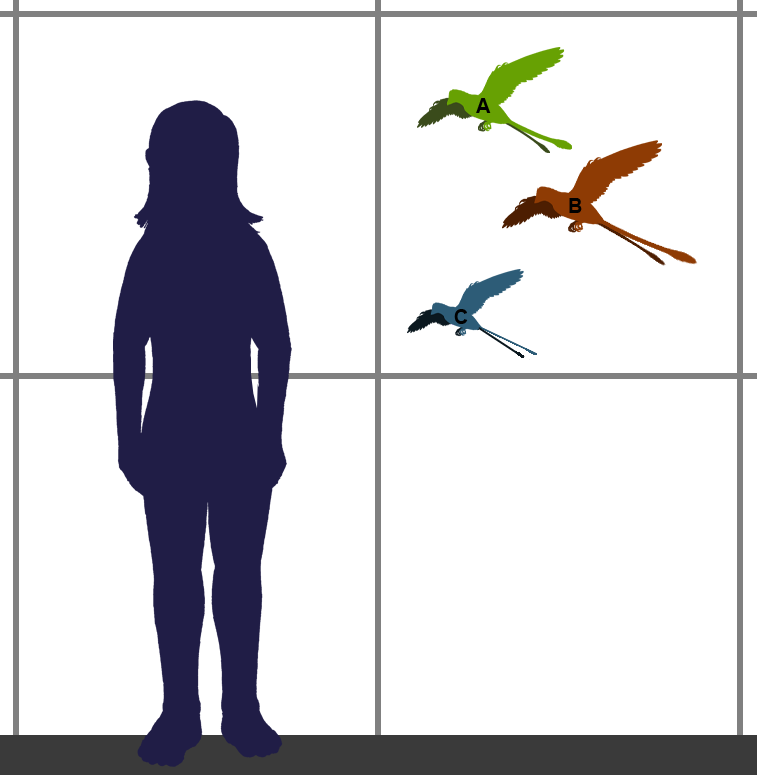
Tamaños comparativos:
A. Changchengornis.
B. Confuciusornis.
C. Eoconfuciusornis.

Las especies reconocidas incluyen a Confuciusornis sanctus (especie tipo), Confuciusornis dui, Changchengornis hengdaoziensis (la cual vivió en la misma región al mismo tiempo que Confuciusornis), Yangavis confucii, y Eoconfuciusornis zhengi. El último de los anteriores antecedió en  11 millones de años a los otros confuciusornítidos.
Cerca de la mitad de todos los especímenes de confuciusornítidos, incluidos representantes de todas las especies, que tienen preservados restos de las plumas poseen un par de plumas acintadas en la cola, y poseían plumas con y sin raquis (plumas típicas y plumón).
La familia Confuciusornithidae fue nombrada por primera vez por Hou et al. en 1995 para contener el género tipo, Confuciusornis, y fue asignada al orden Confuciusornithiformes dentro de la clase Aves. Chiappe y colaboradores en 1999, dieron una definición filogenética al grupo, estableciendo un clado, Confuciusornithidae, basado en nodos que incluye sólo a Changchengornis y Confuciusornis; estarían dentro del clado Pygostylia. Sereno (2005) expandió esta definición para incluir a todas las especies más cercanas a Confuciusornis sanctus que al gorrión doméstico actual (Passer domesticus). Jinzhouornis fue añadido a Confuciusornithidae por Hou, Zhou, y Zhang en 2002, y en 2008, Zhang, Zhou y Benton asignaron el género recién descrito  Eoconfuciusornis a la familia.

## Taxonomía
De acuerdo con Wang et al. (2019), la familia Confuciusornithidae comprende:
Orden Confuciusornithiformes Hou et al., 1995
- Familia Confuciusornithidae Hou et al., 1995
  - Género Confuciusornis Hou et al., 1995
    - Especie Confuciusornis sanctus Hou et al., 1995 ( especie tipo)
      - Sinónimo Confuciusornis suniae Hou, 1997
      - Sinónimo Confuciusornis chuonzhous Hou, 1997

    - Especie Confuciusornis dui Hou et al., 1999

  - Género Changchengornis Chiappe et al., 1999
    - Especie Changchengornis hengdaoziensis Chiappe et al., 1999
      - Sinónimo Jinzhouornis yixianensis Hou et al., 2002
      - Sinónimo Jinzhouornis zhangjiyingia Hou et al., 2002

  - Género Eoconfuciusornis Zhang et al., 2008
    - Especie Eoconfuciusornis zhengi Zhang et al., 2008
      - Sinónimo Confuciusornis jianchangensis Li et al., 2010